# Bactrocera dapsiles
Bactrocera dapsiles
 es una especie de díptero que Drew describió por primera vez en 1989. Bactrocera dapsiles pertenece al género Bactrocera de la familia Tephritidae. 